# 大沙沟遗址
大沙沟遗址，位于中国甘肃省永登县，为一个省级文物保护单位，类型为古遗址。
大沙沟遗址的历史年代为新石器时代。